# Escuela de Psicología de la Universidad Católica de Chile
La Escuela de Psicología de la Pontificia Universidad Católica de Chile pertenece a la Facultad de las Ciencias Sociales y se ubica en el campus San Joaquín de dicha universidad.

## Historia
En 1954 se crea en la Universidad Católica el Departamento de Psicología, dependiente de la Facultad de Filosofía y Educación, donde comienza la formación de nuevos psicólogos. El 21 de octubre de 1957 se aprueba el decreto que crea la Escuela de Psicología de la Pontificia Universidad Católica de Chile.
A lo largo de su historia, la Escuela ha asimilado creativamente las diversas corrientes de pensamiento que han marcado a la Psicología Contemporánea. En sus comienzos, la dirección del R.P. Hernán Larraín enfatizó una orientación fenomenológica descriptiva. Posteriormente, diversos profesores incorporaron, en la década de 1960, el enfoque psicodinámico y, luego, bajo la dirección del profesor Sergio Julis, en la década de 1970, se introdujo a la enseñanza la línea conductual. Todos estos enfoques se vieron enriquecidos, luego, con la integración de los aportes desarrollados por la psicología cognitiva y la teoría de sistemas. Hoy en día, diversos enfoques disciplinarios conviven en la Escuela, posibilitando el diálogo y el desarrollo de diversas áreas y especialidades de la Psicología.
La Escuela se ha caracterizado, además, por formar profesionales en diversas áreas de aplicación de la Psicología. Desde sus comienzos formó psicólogos clínicos y, desde 1968, ya contaba con diversas áreas profesionales y de investigación. En 1972, la Escuela fundó un consultorio de atención psicológica, el cual funcionó en el Campus Oriente de la Universidad hasta 1979, año en que se trasladó junto con la Escuela al Campus San Joaquín. En 2003 el consultorio psicológico formó el Centro de Salud Mental, asociándose para ello con el Departamento de Psiquiatría de la Facultad de Medicina, e integrándose, de este modo, a la Red de Salud UC.
En 1995 la Escuela abrió sus puertas a psicólogos y otros profesionales del campo de las ciencias humanas del país y Latinoamérica, para actualizarse y formarse profesional y académicamente a través de un programa de Magíster en Psicología. En el año 2000 se dio inicio al programa de Doctorado en Psicología, destinado a profesionales de excelencia de diferentes disciplinas científicas.
Para la difusión de sus diferentes líneas de trabajo y de los trabajos de otros investigadores nacionales y extranjeros, la Escuela de Psicología cuenta con la revista Psykhe, fundada en 1992, que publica trabajos empíricos y teóricos, tanto en inglés como en español.

## Académicos
- Don Francisco
- El Careputa
- El Perro Lenteja
- Mauricio Peñaloza
- Violeta Arancibia Clavel
- Claudia Araya Silva
- Ana María Arón Svigilsky
- Christian Berger Silva
- Claudia Cerfogli Flores
- Carlos Cornejo Alarcón
- Marcela Cornejo Cancino
- Cristián Cortés Silva
- Juan Eduardo Cortés Beck
- Diego Cosmelli Sánchez
- Cristóbal Cox Undurraga Juan
- Patricio Cumsille Eltit
- Pablo De Tezanos Pinto Correa
- Paula Errázuriz Arellano
- Chamarrita Farkas Klein
- Candice Fischer Perlman
- Regina Funk Buntemeyer
- Roberto González Gutiérrez
- Valeska Grau Cárdenas
- Eliana Guic Sesnic
- Andrés Haye Molina
- Carmen Gloria Hidalgo Carmona
- Andrea Jaramillo Torréns
- Mariane Krause Jacob
- Edmundo Kronmüller Rioseco
- María Rosa Lissi Adamo
- Cristián López Acosta
- Vladimir López Hernández
- Jorge Manzi Astudillo
- M. Loreto Martínez Guzmán
- M. Isidora Mena Edwards
- Neva Milicic Müller
- Antonio Mladinic
- Ximena Muñoz Hagel
- Carmen Olivari Piña
- Marcela Peña Garay
- David Preiss Contreras
- Juan Andrés Pucheu Moris
- Paula Repetto Lisboa
- Diana Rivera Ottenberg
- Eugenio Rodríguez Balboa
- Ricardo Rosas Díaz
- María Pía Santelices Álvarez
- Judith Scharager Goldenberg
- Christian Sebastián Balmaceda
- Dariela Sharim Kovalskys
- Franco Simonetti Bagnara
- Katherine Strasser Salinas
- María Paz Tagle Coeymans
- Sandy Taut
- Consuelo Undurraga Infante
- María José Varela Cintolesi

- Datos: Q5839271